# ABCA1

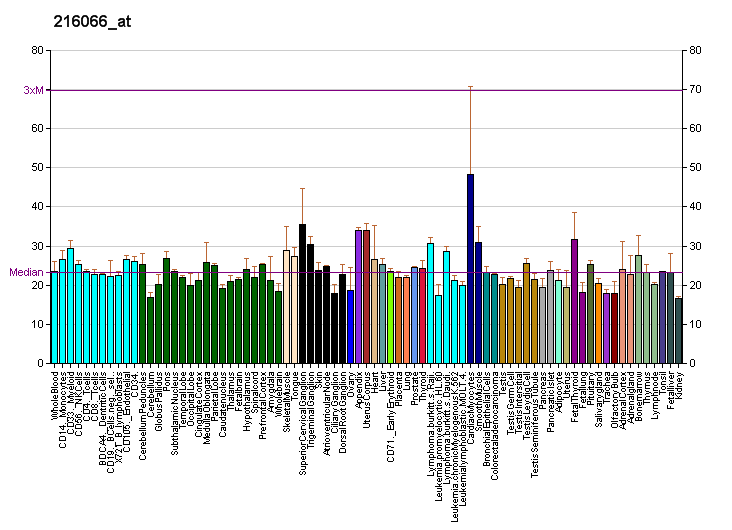
Patrón de expresión génica del gen ABCA1.

El gen ABCA1 es un gen localizado en el cromosoma 9, codificante de una proteína transportadora ABC (transportador dependiente del ATP), conocida como miembro 1 de la subfamilia de transportadores ABCA. El trasportador ABCA1 está implicado en la homeostasis del colesterol gracias a la síntesis de HDL, y fosfolípidos de membrana (lípido de membrana/fosfolípido). 
| Base de datos | Referencia    |
| ------------- | ------------- |
| ENSEMBL       | SG00000165029 |
| UniProt       | O95477        |